# Loewe (Madrid)

Loewe-Logo mit vier 'L'

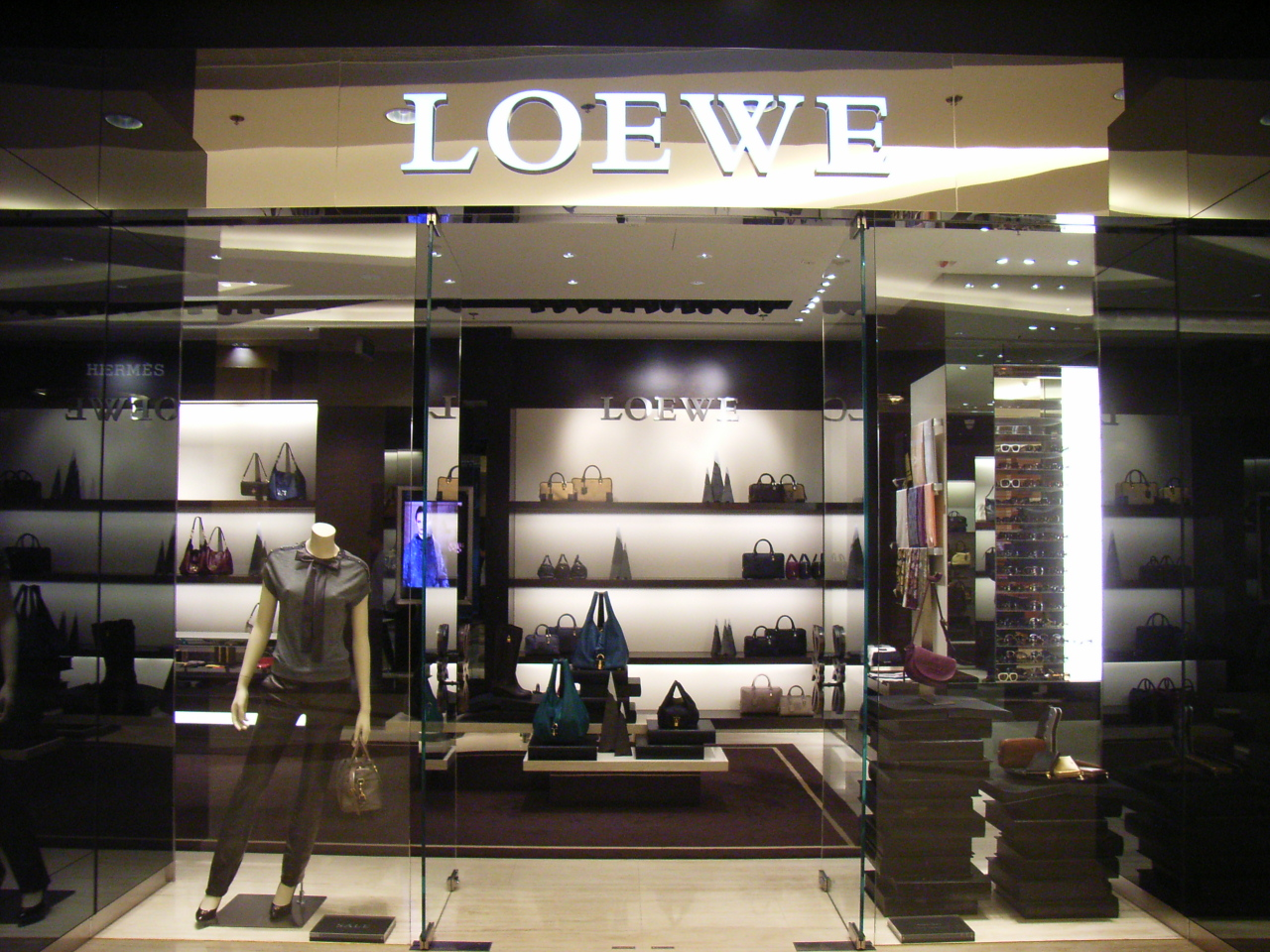
Loewe-Filiale in Hongkong, 2009

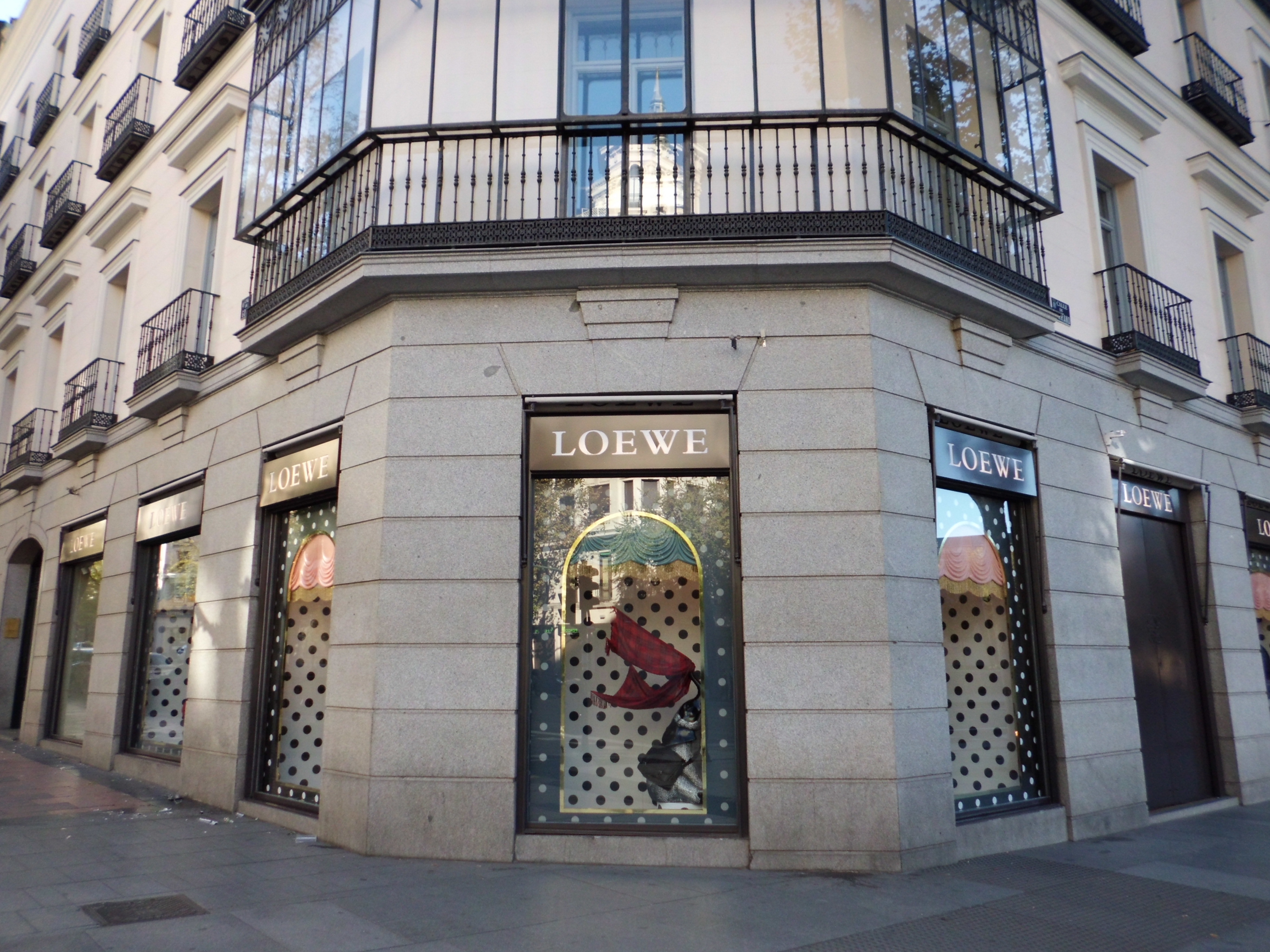
Loewe-Filiale in Madrid, 2013

Loewe S.A. ist ein spanisches Modeunternehmen mit Sitz in Madrid. 
Das seit 1996 zum Luxusgüterkonzern LVMH gehörende Unternehmen ist bekannt für hochpreisige Lederwaren und andere Luxusgüter der Modebranche.

## Unternehmensgeschichte
Der aus Kassel stammende Deutsche Heinrich Loewe Rössberg (1844–1929; in Spanien als Enrique Loewe bekannt) lernte in Madrid die beiden Spanier José Silva und Florencio Rivas kennen, die dort seit 1846 eine Werkstatt für Pelz- und Lederwaren betrieben. 1872 gründete Enrique Loewe mit den beiden Madrilenen die E. Loewe S.A. Als Gründungsjahr gilt das der ursprünglichen Werkstatt Silva und Rivas – als Firmenname der Sociedad anónima wurde der Name des Deutschen gewählt. Im selben Jahr eröffnete Loewe sein erstes Verkaufsgeschäft für Lederwaren in Madrid. In der zweiten Generation wurde die Firma unter der Leitung von Enrique Loewe Hinton (1879–1934), Sohn des Gründers, 1905 zum spanischen Hoflieferanten. 
Loewe Hinton vermachte das Unternehmen seinen Söhnen Enrique Loewe Knappe (1912–2016) und  Germán Loewe Knappe. Ersterer konzentrierte sich von Madrid aus um die internationale Expansion, letzterer steuerte die spanischen Geschäfte von Barcelona aus. 1951 gründeten die beiden die Aktiengesellschaft Loewe S.A., in die sie andere Anteilseigner aufnahmen, selbst allerdings die Mehrheit behielten. In den folgenden Jahren wurden zahlreiche Loewe-Ladengeschäfte in Spanien eröffnet. 1965 trat der Urenkel des Gründers, Enrique Loewe Lynch (* 1941), in das Unternehmen ein. Ab Ende der 1960er Jahre wurden auch im Ausland Loewe-Geschäfte eröffnet, zunächst in London im damals neu eröffneten Hilton-Hotel auf der Park Lane (1963), in der Jermyn Street (1966) und schließlich in der Old Bond Street (1969). In den 1970ern öffneten Loewe-Ladengeschäfte in Tokio und Hongkong ihre Türen. 
1972 erschien das erste Parfüm von Loewe, genannt L, für Damen. Der erste Herrenduft, Loewe para Hombre (später umbenannt in Loewe pour homme), folgte 1978. Beide Düfte sind bis heute erhältlich. Die Parfüm-Serie mit Damen- und Herrendüften wurde im Laufe der Jahre um unzählige Düfte erweitert, darunter Aire (1985, Damen), Aura (1994, Damen), Esencia (1998, Herren), Agua de Loewe (2000, Unisex), Solo (2004, Herren), 7 (2010, Herren), Loewe 001 (2016, jeweils Damen und Herren). Allein in den 2010er Jahren wurden über 50 neue oder Variationen voriger Düfte auf den Markt gebracht.
Bis 1980 hielten die Loewe-Brüder zusammen 51 % der Anteile am Unternehmen. Dann verkaufte Germán Loewe Knappe seinen Unternehmensanteil an die Familie Ruiz-Mateos und deren Firmenimperium Rumasa, das letztendlich im Besitz von 66 % von Loewe war. Im Januar 1983 eröffnete Loewe im damals neu gebauten Trump Tower in New York City eine Boutique, deren Einrichtung mehr als drei Millionen Dollar gekostet hatte und die 1986 geschlossen wurde. Am 23. Februar 1983 wurde Rumasa wegen massiver Überschuldung von der spanischen Regierung unter Felipe González verstaatlicht.  Der spanische Staat erteilte den Zuschlag für Loewe 1984 an ein Konsortium um den Konzern Urvois-Spínola, zu dem auch Enrique Loewe Knappe gehörte. 1985 gründete Loewe unter Urvois-Spínola mit dem französischen Luxusgüterkonzern Louis Vuitton (ab 1987 LVMH) die Gesellschaft Loewe Internacional zum Vertrieb der Loewe-Produkte außerhalb Spaniens und zur Distribution der Loewe-Parfüms, an der Loewe selbst 10 % der Anteile und LVMH 90 % hielt. 1986 wurde ein eigenes Herrenmodegeschäft von Loewe in Madrid eingeweiht. Bernard Arnault kaufte bis 1992 für LVMH ca. 30 % an Loewe auf. 1996 wurde Loewe komplett von LVMH übernommen und mit Loewe Internacional verschmolzen.
1958 war der Modeschöpfer Vicente Vela zum Loewe-Chefdesigner ernannt worden. Vela erschuf 1970 das bis heute in modifizierter Form verwendete Loewe-Logo aus vier 'L' in einem Quadrat und zog sich 1997 nach vierzig Jahren Dienstzeit aus dem Unternehmen zurück. In den 1960er und 70er Jahren hatten Modedesigner wie Karl Lagerfeld, Giorgio Armani oder Laura Biagiotti als Gastdesigner Damenkollektionen für Loewe kreiert. 1997 bestellte LVMH Narciso Rodriguez als Damenmodedesigner bei Loewe. Seither ist Loewe mit Unterbrechungen mit der Damenmode bei der Paris Fashion Week vertreten. Auf Rodriguez folgte 2002 José Enrique Oña Selfa. Im Juli 2007 wurde der Brite Stuart Vevers Chefdesigner bei Loewe. Unter Vevers konzentrierte sich Loewe auf das Accessoires-Geschäft mit Handtaschen und am Rande auch Damenmode.
2011 betrug der Umsatz 200 Millionen Euro.
Im September 2013 ernannte LVMH den Iren Jonathan William Anderson, Designer seiner eigenen Modemarke J.W. Anderson, zum Kreativdirektor von Loewe. Anderson ließ den Markenschriftzug und das Logo von Loewe erneuern, erschuf eine neue Herrenmodelinie und baute die Loewe-Damenmode aus. Andersons Loewe-Damenmode wird seit September 2014 während der Pariser Modewochen auf dem Laufsteg vorgeführt. 2014 wurde für Anderson ein Loewe-Designstudio in Paris eröffnet. 2017 präsentierte Anderson auf der Mailänder Möbelmesse zum ersten Mal eine Möbel-Serie aus der Reihe Loewe Home. 2018 wurde Anderson in das Board of Directors von Loewe berufen.
Loewe produziert nach wie vor im spanischen Werk in Getafe in der Nähe von Madrid und in Barcelona. Laut eigenen Angaben beschäftigt Loewe weltweit über 1300 Mitarbeiter. Etwa 30 % des Umsatzes wurden Anfang der 2010er Jahre durch das seit 1975 angebotene Handtaschen-Modell „Amazona“ in Form einer Bowlingtasche erzielt. 2014 unterhielt Loewe weltweit 143 Ladengeschäfte, davon 27 in Spanien und 27 in Japan. Seither wurden weitere Geschäfte eröffnet, darunter in Miami (2015) und Melbourne (2016). 2014 öffnete in Tokio der erste Flagshipstore Casa Loewe seine Türen, wo die Kollektionen des Hauses umgeben von Kunstgegenständen präsentiert werden. Noch im gleichen Jahr folgte eine Casa Loewe in Mailand und 2016 eine in Madrid.

## Stiftung Fundación Loewe S.A.
1988 gründete Enrique Loewe Lynch die Kultur-Stiftung Loewe Fundación, deren Vorsitz er 2013 an seine Tochter Sheila übergab. Die Stiftung betätigt sich in den Bereichen Lyrik, Tanz, Fotografie, Kunst und Handwerk.
Der im Gründungsjahr der Stiftung ins Leben gerufene Loewe Award (Premio Loewe bzw. Premio Internacional de Poesía Fundación Loewe) ist eine der renommiertesten Auszeichnungen der aktuellen spanischen Poesie, die von der Stiftung Fundación Loewe gesponsert und jährlich vergeben wird. Das Preisgeld für den Gewinner beträgt 25.000 Euro. Die erste Vergabe fand 1988 statt. Zu den bisherigen Preisträgern gehören unter anderem Miguel Ángel Velasco (2002), Cristina Peri Rossi (2008) und Óscar Hahn (2014).
Die Stiftung erhielt für ihr Wirken zur Förderung der Kultur 2002 die Verdienstmedaille in Gold der Schönen Künste (Medalla de Oro al Mérito en las Bellas Artes) des spanischen Kulturministeriums. Die Auszeichnung wurde dem Ehrenvorsitzenden der Stiftung, Enrique Loewe Lynch, im September 2003 durch das spanische Königshaus von Juan Carlos I. überreicht.
Über die Loewe-Stiftung erschuf der Chefdesigner Jonathan William Anderson 2016 den Loewe Craft Prize (dt. Loewe-Handwerkspreis) für Kunsthandwerker, der seit 2017 jährlich vergeben wird und mit einem Preisgeld von 50.000 Euro für den Gewinner sowie mit je 5.000 Euro für zwei weitere Prämierte dotiert ist. Der erste Gewinner war 2017 mit einer Reihe von Gefäßen aus Eichenholz der deutsche Holzgestalter Ernst Gamperl, der unter anderem bereits 1993 den Hessischen Staatspreis für das Deutsche Kunsthandwerk erhielt.